# Böcklinglåda
Böcklinglåda är en maträtt med böckling. Den kan innehålla rensad och filead böckling, gul lök eller purjolök, finhackad dill, kaffegrädde och eventuellt senap. Ingredienserna förutom grädden, senapen och hälften av dillen läggs i en smord form. Sedan blandas grädden med senapen och hälls över fisken, varefter den gratineras i ugn. Slutligen strös resten av dillen över rätten.
Böcklinglåda kan serveras varm som smörgåsmat eller tillsammans med kokt potatis och tomater. Som tillbehör förekommer knäckebröd, snaps och öl.
Recept på böcklinglåda kan även användas till makrillåda om böcklingen ersätts med rökt makrill.